# Full Members Cup
La Full Members Cup è stata una competizione calcistica inglese disputatasi fra il 1985 e il 1992, in seguito all'esclusione dalle competizione europee delle squadre inglesi a causa della strage dell'Heysel.

## Storia
Dal 1987 al 1989 fu conosciuta come Simod Cup, in quanto sponsorizzata dall'azienda italiana Simod, e dal 1989 al 1992 come Zenith Data Systems Cup, in quanto sponsorizzata da una divisione dell'azienda statunitense Zenith Electronics.
Il nome deriva dal fatto che erano ammessi solo i club delle prime due divisioni della Football League, che erano noti come Full Members perché membri a pieno titolo della lega, mentre quelli delle altre due divisioni erano chiamati Associate Members e non godevano pienamente del diritto di voto all'interno della lega; per queste ultime squadre si disputava la Associate Members Cup.
La competizione si concluse quando le squadre inglesi furono riammesse alle coppe europee.

## Albo d'oro
| Edizione  | Vincitore         | Finalista       |
| --------- | ----------------- | --------------- |
| 1985-1986 | Chelsea           | Manchester City |
| 1986-1987 | Blackburn         | Charlton        |
| 1987-1988 | Reading           | Luton Town      |
| 1988-1989 | Nottingham Forest | Everton         |
| 1989-1990 | Chelsea           | Middlesbrough   |
| 1990-1991 | Crystal Palace    | Everton         |
| 1991-1992 | Nottingham Forest | Southampton     |